# José João Pereira
José João Pereira, più noto solo come João (Dili, 9 ottobre 1981), è un calciatore est-timorese, centrocampista offensivo del Dili Este e della Nazionale est-timorese.

## Carriera

### Club
Nel 2004 gioca al Porto Taibesi. Nel 2005 passa allo Zebra. Nel 2009 si trasferisce al Dili Leste.

### Nazionale
Ha debuttato in Nazionale nel 2003.